# Ulf Gundlach

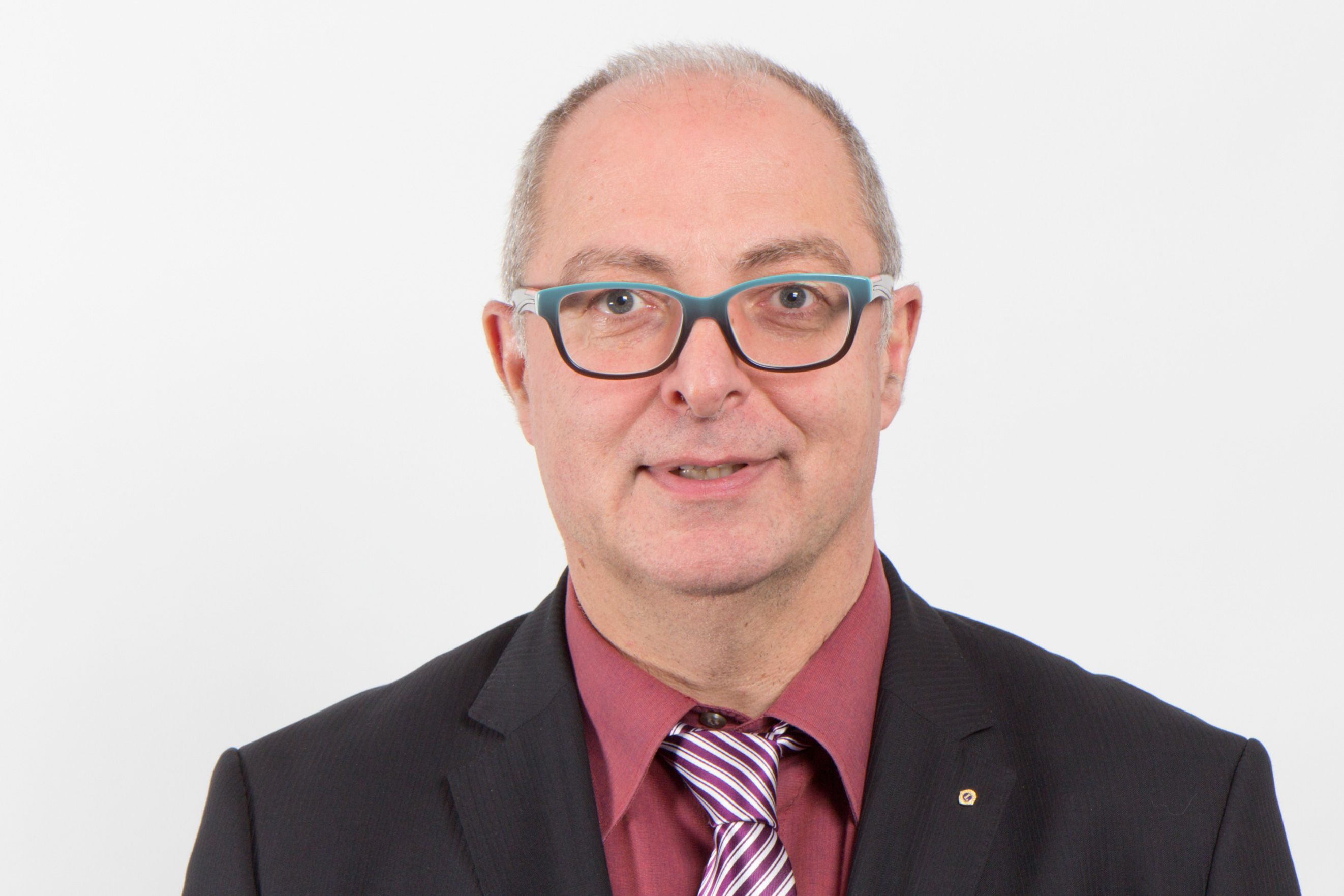
Ulf Gundlach, 2012

Ulf Gundlach (* 21. November 1957 in Nienburg/Weser) ist ein deutscher politischer Beamter. Er war von 2011 bis 2016 Staatssekretär im Innenministerium des Landes Sachsen-Anhalt.

## Leben und Beruf
Gundlach ist Diplom-Kaufmann und Jurist. 1994 wurde er an der Universität Göttingen mit dem Thema Der Ersatzaussonderungsberechtigte promoviert.
Von 1989 bis 1991 war er als Referent beim Niedersächsischen Landtag tätig. Ab 1991 arbeitete er als Referatsleiter in der Staatskanzlei von Sachsen-Anhalt, 1998 wechselte er in gleicher Funktion ins Finanzministerium. Von 2003 bis zu seiner am 20. April 2011 erfolgten Ernennung zum Staatssekretär im von Holger Stahlknecht (CDU) geführten Innenministerium des Landes Sachsen-Anhalt ernannt (Kabinett Haseloff I) stand er dem für Kommunalverfassung und Kommunalaufsicht zuständigen Referat im Innenministerium Sachsen-Anhalt vor.
Im August 2016 wechselte er an die eureos gmbh steuerberatungsgesellschaft rechtsanwaltsgesellschaft, deren Partner er im Juli 2019 wurde.
Er war Lehrbeauftragter der Universität Magdeburg für Insolvenzrecht und danach Honorarprofessor am Lehrstuhl für Bürgerliches Recht, Handels- und Wirtschaftsrecht, Law and Economics.
Ulf Gundlach ist verheiratet und hat sechs Kinder.